# Verwaltungsgemeinschaft Eichsfeld-Südharz
La communauté d'administration d'Eichsfeld-Südharz (Verwaltungsgemeinschaft Echsfeld-Südharz) réunit neuf communes de l'arrondissement d'Eichsfeld en Thuringe. Elle a son siège dans la commune de Weißenborn-Lüderode et a été créée le 31 juillet 1991.

## Géographie

La communauté d'administration d'Eichsfeld-Südharz

La communauté regroupe 8 999 habitants en 2010 pour une superficie de 125,85 km2 (densité : 71,5 hab/km2.
Communes (population en 2010) : 
- Am Ohmberg (3 973) ;
- Bockelnhagen (410) ;
- Holungen  (891) ;
- Jützenbach (544) ;
- Silkerode (423) ;
- Steinrode (524) ;
- Stöckey (420) ;
- Weißenborn-Lüderode (1 399) ;
- Zwinge (415).

La communauté d'administration est située dans le nord de l'arrondissement, à la limite avec les arrondissements de Göttingen et Osterode am Harz en Basse-Saxe et celui de Nordhausen en Thuringe.
Il englobe la vallée de la Bode, affluent de la Wipper, entre les premiers contreforts du Harz au nord et les monts Ohm au sud.

## Histoire
Lors de sa création en 1991, la communauté d'administration regroupait sept communes. Le 20 août 1993, les trois communes (Steinrode, Großbodungen et Neustatd) de la communauté d'Obere Bode la rejoignent.
Le 1er décembre 2010, les communes de Bischofferode, Großbodungen et Neustadt forment la nouvelle commune d'Am Ohmberg.